# Таверис (Флорида)
Таверис (енгл. Tavares) град је у америчкој савезној држави Флорида. По попису становништва из 2010. у њему је живело 13.951 становника.

## Демографија
Према попису становништва из 2010. у граду је живело 13.951 становника, што је 4.251 (43,8%) становника више него 2000. године.
| Група             | 2000.         | 2010.          |
| Белци             | 8.430 (86,9%) | 11.047 (79,2%) |
| Афроамериканци    | 747 (7,7%)    | 1.420 (10,2%)  |
| Азијати           | 78 (0,8%)     | 237 (1,7%)     |
| Хиспаноамериканци | 336 (3,5%)    | 1.083 (7,8%)   |
| Укупно            | 9.700         | 13.951         |